# Jiří Navrátil (hudebník)
Jiří Navrátil (25. září 1926 Nymburk – 21. června 2018) byl český učitel, hudebník a organizátor kulturního a společenského života. Jako pedagog působil řadu let na nymburském a poděbradském gymnáziu. Od roku 1997 byl předsedou Společnosti Otakara Vondrovice v Poděbradech.

## Život
Jiří Navrátil se narodil v Nymburce. Ve svém rodišti navštěvoval Obecnou školu J. A. Komenského (dnešní ZŠ Komenského) a následně v letech 1937–1944 nymburské gymnázium. Zuřila druhá světová válka, takže byl před maturitou nasazen do továrny. Maturitu tak získal až po válce. V letech 1945–1951 studoval na Univerzitě Karlově. Nejprve od roku 1945 historii a hudební vědu na filozofické fakultě, ke které roku 1946 přidal studium hudební výchovy na pedagogické fakultě.
Po skončení studia nastoupil jako učitel na škole v Kostomlatech nad Labem, později působil v Netřebicích, Křinci a v Sadské. Jeho manželkou se stala Božena Navrátilová. Roku 1956 začal vyučovat dějepis, tělesnou a hudební výchovu na nymburském gymnáziu a později působil rovněž na poděbradském gymnáziu. Kvůli jeho politickým názorům mu později byla zakázána výuka dějepisu, a proto musel místo něj vyučovat i jiné předměty. Do penze odešel roku 1987 ve svých 61 letech. Dne 21. června 2018 po krátké nemoci zemřel ve věku nedožitých 92 let.

## Popularizátor hudby
Jiří Navrátil hrál na čtyři hudební nástroje a dále vystupoval jako tenorista. Jako profesor nymburského gymnázia vedl tamní studentský pěvecký soubor a orchestr. Vystupoval také na kulturních akcích jako konferenciér. Od 60. let spolupracoval s nymburským Divadelním spolkem Hálek. Roku 1974 mu však další spolupráce byla zakázána. V Nymburce ale spolupracoval i s dalšími hudebními sdruženími, například Nymburským komorním orchestrem, kde se stal i dirigentem.
V roce 1971 inicioval vznikl pamětní desky připomínající v Nymburce skladatele Václava Kálika a v roce 1984 další desku na památku skladatele Bohuslava Matěje Černohorského.
Po odchodu do penze nastoupil do Středočeského symfonického orchestru, kde byl čtyři roky houslistou/violistou a archivářem. Aktivním hudebníkem a hudebním popularizátorem zůstal i v dalších letech. V roce 1997 se stal předsedou poděbradské Společnosti Otakara Vondrovice, kde se stal ústřední postavou její činnosti. Ta se zaměřuje zejména na organizaci hudebních vystoupení a popularizaci krásné hudby obecně. V letech 1999–2006 také řídil Nymburský komorní orchestr.

## Ocenění
- Nymburský lev I. třídy (2006)[1]
- Křišťálový štít Otakara Vondrovice (2007)[1]
- Čestný občan města Poděbrad (2011)[1]